# Gustav Effenberger
Gustav Effenberger (Pseudonyme F. N. Berger und Eff-Enn-Berger; geboren 20. März 1868 in Ober Pritschen; Kreis Fraustadt in Posen; gestorben 1947 in Hannover) war ein deutscher Feuerwehr-Fachmann, hannoverscher Branddirektor, Verfasser von Fachschriften und belletristischer Schriftsteller.

## Leben
Gustav Effenberger wurde 1868 als Sohn eines in Posen tätigen Pastors geboren. 1894 trat er in den Dienst der damals preußischen Stadt Königsberg ein, in der er bis zum Branddirektor aufstieg.
Im Alter von 37 Jahren wurden Effenberger 1905 zum Branddirektor von Hannover berufen.
Als Schriftsteller war Effenberger in mehrerer Hinsicht aktiv. Als Fachautor publizierte er unter seinem richtigen Namen zunächst in der Schriftenreihe Jung's Deutsche Feuerwehrbücherei, bevor er – noch zur Zeit des Deutschen Kaiserreichs – 1913 sein „opus magnum“ Die Welt in Flammen. Eine Geschichte der großen und interessanten Brände aller Jahrhunderte veröffentlichte.
Während des Ersten Weltkrieges veröffentlichte Effenberg 1915 sein von Willy Planck illustriertes zeitgenössisches Jugendbuch Gegen Ruß, Franzos und Brit.
Seine belletristischen Werke verfasste Effenberger zumeist unter seinem Pseudonym F. N. Berger. Er schuf Stücke für das Schauspiel, schrieb Erzählungen und Romane. Seine Den lieben Mädels und feinsinnigen Frauen gewidmeten und im Verlag von Hans Hübner in Hannover erschienenen Gedichte erreichten 1925 eine siebte Auflage.
Während seiner bei der Berufs-Feuerwehr Hannover bis 1933 währenden Dienstzeit engagierte auch über die üblichen Pflichten hinaus für das Gemeinwohl. Vor allem modernisierte er das städtische Feuerwehrwesen als auch das städtische Krankentransportwesen.
Gustav Effenberger bewohnte während des Zweiten Weltkrieges das der Konrektorin Bally Effenberger gehörende Haus Bödekerstraße 80 zwischen Gretchenstraße und Kleine Pfahlstraße. Der Branddirektor a. D. überlebte die Luftangriffe auf Hannover und starb während der Zeit der Britischen Militärregierung in der frühen Nachkriegszeit im Jahr 1947 in Hannover.

## Schriften

### Fachliteratur
- Bautechnik und Feuerpolizei mit besonderer Berücksichtigung ihrer Beziehung zur Feuerwehr  (= Jung's Deutsche Feuerwehrbücherei, Heft 7/8), München: Ph. L. Jung, [um 1908]
- Die Feuerbekämpfung: Brand- und Rettungsdienst (Jung's Deutsche Feuerwehrbücherei, Heft 2), 4. Auflage, München: Ph. L. Jung, [um 1912]
- Die Welt in Flammen. Eine Geschichte der großen und interessanten Brände aller Jahrhunderte, bearbeitet im Auftrag des Preussischen Feuerwehrbeirates Gustav Effenberger, Hannover: Rechts-, Staats- und Sozialwissenschaftlicher Verlag, 1913

### Belletristik und anderes
- Pastor Götz. Schauspiel in 4 Akten / von F. N. Berger, Hannover: Rechts-, Staats- und Sozialwissenschaftlicher Verlag, 1913
- Friedmann Bach. Trauerspiel in 3 Aufzügen, Hannover: Rechts-, Staats- und Sozialwissenschaftlicher Verlag, 1913
- Professor Lärche. Lustspiel in 3 Akten, Hannover: Rechts-, Staats- und Sozialwissenschaftlicher Verlag, 1914
- Gegen Ruß, Franzos und Brit'. Eine Erzählung aus dem Weltkrieg. von F. N. Berger. Mit 4 Farbendruckbildern von W. Planck, Jugendbuch, Stuttgart: Loewe, [1915]; Inhaltsverzeichnis
- Das letzte Werk des Meisters : Ein Künstlerschicksal, Hannover: Rechts-, Staats- und Sozialwissenschaftlicher Verlag, 1916
- Ein Rosentraum. Lyrische Erzählung, Hannover: Hübner, 1919
- Den lieben Mädels und feinsinnigen Frauen. Ein Kranz roter und weißer Lieder, Hannover: Hübner, 1919
  - 7., vermehrte Auflage, 1925
- Sterbende Liebe. Erlebtes und Erdachtes, Hannover: Hübner, 1920
- Hans Herzliebs Liebe und Leid. Ein Märchen für Erwachsene, Hannover: Hübner, 1920
- Die Nacht im seligen Affen. Eine dunkle Geschichte mit hellem Ausgang (= Hans Hübner-Bücher, Bd. 2), 1.–3. Tsd., Hannover: Hans Hübner Verlag, 1921
- Heimgefunden. Roman, Hannover: H. Hübner, 1925